# Teatro Bradesco
O Teatro Bradesco é um teatro localizado no Bourbon Shopping, em São Paulo, com capacidade para 1439 pessoas.

## História
O teatro foi inaugurado em Setembro de 2009 sendo operado por uma parceria entre a Companhia Zaffari e a Opus Promoções, com patrocínio do Bradesco.

## Crítica
Em 28 de setembro de 2014, foi publicado na Folha de S.Paulo o resultado da avaliação feita pela equipe do jornal ao visitar os sessenta maiores teatros da cidade de São Paulo. O local foi premiado com três estrelas, uma nota "regular", com o consenso: "O tamanho da plateia impressiona: são quase 1.500 lugares divididos em quatro níveis. No térreo, a visão é excelente. Já no camarote, no balcão nobre e nas frisas, quanto mais alto, pior a visão do palco —e também há locais com pontos cegos. Um alerta no site avisa sobre os lugares com visão ruim, mas, mesmo assim, o teatro perdeu pontos por isso. No hall, há sofás e cadeiras, e os banheiros são caprichados: alguns são divididos em cabines individuais, com pia e espelho (foi escolhido o melhor, na avaliação)."